# Pernik
Pernik er en by i det vestlige Bulgarien, med et indbyggertal (pr. 2008) på cirka 98.000. Byen er hovedstad i Pernik-provinsen, og ligger ved bredden af Struma-floden. Stednavnet Pernik sættes i forbindelse med den gammelslaviske guddom Perun.
Under landets kommunistiske styre var byen kendt under navnet Dimitrovo, efter statslederen Georgi Dimitrov.
42°36′N 23°02′Ø / 42.600°N 23.033°Ø
- Wikimedia Commons har flere filer relateret til Pernik